# Ängersjö, Umeå kommun
Ängersjö är en by i Hörnefors distrikt (Hörnefors socken) i Umeå kommun, Västerbottens län (Ångermanland). Byn ligger väster om sjön Ängersjön (Östersjön), norr om Europaväg 4, cirka åtta kilometer västerut från tätorten Hörnefors.
Vid 2020 års småortsavgränsning klassades byn av SCB som en småort.